# Pátá nemoc
Pátá nemoc či pátá dětská nemoc neboli erythema infectiosum je virové infekční onemocnění způsobené parvovirem B19. Onemocnění se projevuje horečkou, bolestmi hlavy, myalgiemi, po kterých asi za týden následuje výsev makulopapulózní vyrážky nejprve na tváři, odkud se šíří přes trup na končetiny. U některých jedinců může onemocnění proběhnout bez zevních projevů, asymptomaticky.
Pátá nemoc se objevuje nejčastěji na jaře. Virus se přenáší kapénkami z dýchacích cest. Možný je také vertikální přenos z matky na plod (při kontaktu krví). Parvovirus pak způsobuje hydrops plodu a vzácně může zapříčinit smrt plodu na těžkou anémii.
Parvovirus B19 napadá prekurzory červené krevní řady, proto může u nemocných s chronickou hemolytickou anémií či imunodeficitem vyvolat aplastickou krizi.